# Città ideale di Leonardo

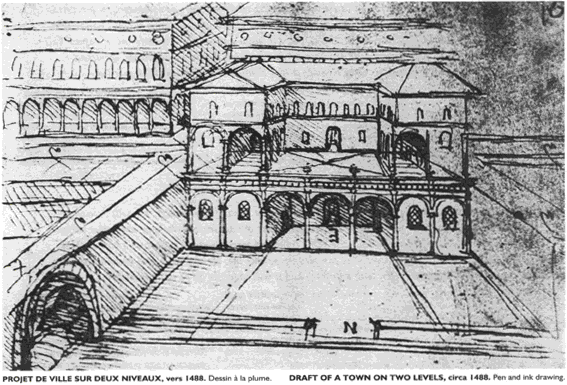
Schizzo di Leonardo dal Manoscritto B dell'Institut de France.

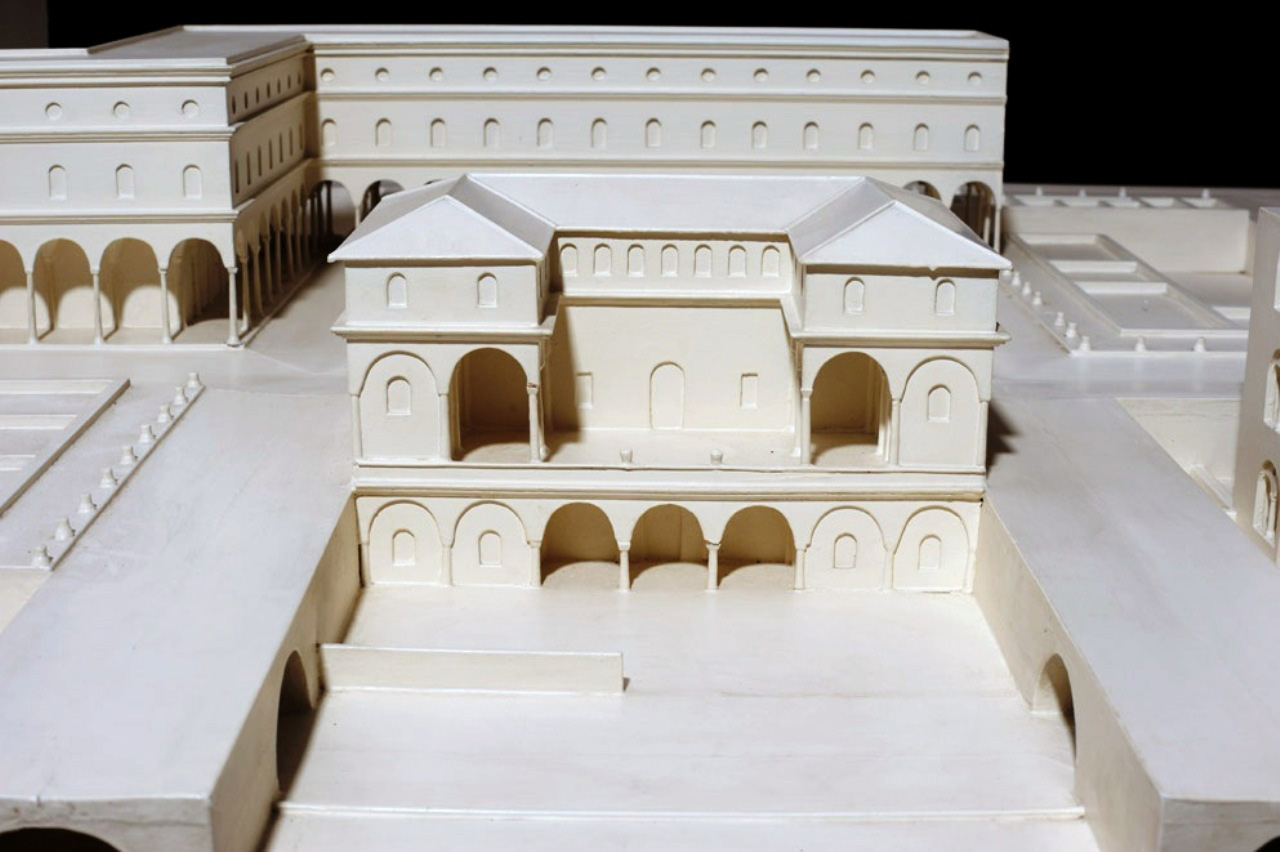
Alberto Mario Soldatini, Plastico urbanistico della città ideale di Leonardo, Milano, Museo della scienza e della tecnologia.

L'espressione Città ideale di Leonardo si riferisce ai progetti e alle riflessioni urbanistiche di Leonardo da Vinci, contenuti nel cosiddetto Manoscritto B, conservato presso l'Institut de France di Parigi. Questi scritti, datati tra il 1487 e il 1490, furono elaborati durante il periodo in cui Leonardo era alla corte di Ludovico il Moro a Milano. Le proposte di Leonardo miravano a razionalizzare la struttura urbana e a migliorare l'efficienza della città, specialmente dopo l'epidemia di peste che colpì Milano tra il 1484 e il 1485, riducendo la popolazione da 125.000 abitanti a meno della metà.

## Contesto storico
La diffusione della peste fu attribuita alla mancanza di igiene e al sistema di canali esistente nella città. In risposta, Ludovico Sforza incaricò Leonardo di formulare proposte urbanistiche per migliorare le condizioni sanitarie. Leonardo immaginò una città con una densità di popolazione significativamente inferiore, articolata in dieci nuclei urbani, ciascuno composto da circa cinquemila abitazioni e con una popolazione massima di 30.000 abitanti, separati da ampie aree agricole.

## Progettazione urbanistica
Tra le innovazioni proposte da Leonardo vi erano vie di comunicazione sotterranee, con canali navigabili e gallerie per la circolazione di carri a trazione animale. Il piano prevedeva che le fognature fossero collocate a un livello inferiore, mentre la superficie sarebbe stata riservata ai pedoni. Gli edifici seguivano il modello dell'architettura rinascimentale del XV secolo, caratterizzati da arcate e ornamenti tipici dell'epoca. Inoltre, Leonardo progettò scale che si elevavano fino a cinque piani, contribuendo a un'architettura verticale che ottimizzava lo spazio disponibile.

## Valore universale
Le considerazioni tecniche di Leonardo, sebbene legate a un contesto specifico, possiedono un valore universale e innovativo. Per questo motivo si parla di "città ideale", distinta dai modelli geometrizzanti proposti da architetti come Leon Battista Alberti e Filarete. La visione di Leonardo enfatizza un approccio pratico e funzionale, mirato a migliorare la qualità della vita urbana, rendendo il suo concetto di città un precursore delle moderne teorie urbanistiche.

## Modello
Nel 1956 l'architetto Alberto Mario Soldatini costruì un modellino della Città ideale di Leonardo, accostando e riunendo in un unico spazio le architetture disegnate, ma mai messe in opera, dall'artista.
Il plastico è realizzato in legno e plexiglas, misura L 300 x H 130 x P 170 cm, pesa 80 kg ed è conservato presso il Museo nazionale della scienza e della tecnologia di Milano.